# Resultados da Liga dos Campeões da CONCACAF de 2009–10

## Chave 1
| 29 de julho de 2009 | San Francisco               | 2 – 0 | San Juan Jabloteh | Estadio Agustín Sánchez, La Chorrera     |
| 21:00 UTC-3         | Vilarete 5' (p) · Pérez 83' |       |                   | Público: 2,600 Árbitro: GUA Walter Lópes |

| 6 de agosto de 2009 | San Juan Jabloteh         | 3 – 0 | San Francisco | Hasely Crawford Stadium, Port of Spain        |
| 21:00 UTC-3         | Sam 30' · Oliver 62', 76' |       |               | Público: 2,000 Árbitro: GUY Stanley Lancaster |

## Chave 2
| 28 de julho de 2009 | Pachuca                                 | 3 – 0 | Deportivo Jalapa | Estadio Hidalgo, Hidalgo                 |
| 23:00 UTC-3         | Cacho 42' · Caballero 57' · Gimenéz 76' |       |                  | Público: 10,000 Árbitro: USA Mark Geiger |

| 4 de agosto de 2009 | Deportivo Jalapa | 1 – 7 | Pachuca                                                                         | Estadio Las Flores, Jalapa                 |
| 23:00 UTC-3         | Peñeyro 43' (p)  |       | Giménez 4' · Mendivil 13', 36', 77' · Aguilar 50' · Benitez 64' · Caballero 86' | Público: 1,861 Árbitro: CRC Walter Quesada |

## Chave 3
| 30 de julho de 2009 | W Connection           | 2 – 2 | Red Bull New York            | Estádio Manny Ramjohn, Marabella          |
| 21:00 UTC-3         | Frias 40' · Hector 72' |       | Öbster 47' · Joseph 70' (gc) | Público: 6,500 Árbitro: JAM Raymond Bogle |

| 5 de agosto de 2009 | Red Bull New York | 1 – 2 | W Connection       | Giants Stadium, New Jersey            |
| 21:00 UTC-3         | Wolyniec 19'      |       | Toussaint 40', 45' | Público: 6,549 Árbitro: CAN Paul Ward |

## Chave 4
| 30 de julho de 2009 | Olimpia                             | 2 – 1 | Árabe Unido   | Estádio Tiburcio Carías Andino, Tegucigalpa |
| 23:00 UTC-3         | Nascimento 48' (pen) · Ferreira 56' |       | Rodriguez 18' | Público: 2,000 Árbitro: SLV Joel Aguilar    |

| 6 de agosto de 2009 | Árabe Unido  | 1 – 0 | Olimpia | Estadio Agustín Sánchez, La Chorrera     |
| 21:00 UTC-3         | Mendieta 27' |       |         | Público: 850 Árbitro: MEX Roberto García |